# Yann Randrianasolo
Yann Randrianasolo (Saint-Mandé, 3 febbraio 1994) è un lunghista francese.

## Palmarès
| Anno | Manifestazione          | Sede      | Evento         | Risultato | Prestazione | Note |
| ---- | ----------------------- | --------- | -------------- | --------- | ----------- | ---- |
| 2018 | Giochi del Mediterraneo | Tarragona | Salto in lungo | Bronzo    | 7,90 m      |      |
| 2018 | Europei                 | Berlino   | Salto in lungo | 28º (q)   | 7,33 m      |      |
| 2019 | Universiadi             | Napoli    | Salto in lungo | Argento   | 7,95 m      |      |